# Попов Петро Харитонович
Петро Харитонович Попов  10 січня 1867— 6 жовтня 1960) — донський отаман, генерал від кавалерії

## Життєпис
Петро Харитонович Попов народився в сім'ї військового чиновника, засновника Донського музею і дослідника донських старожитностей Харитона Івановича Попова. Закінчив 6 класів Новочеркаської класичної гімназії по 2-му розряду. У 1891 році закінчив Новочеркаське козаче юнкерське училище. Отримав звання підхорунжого і був направлений у Донський 12-й козачий полк. У 1892 році у званні хорунжого був звільнений на пільгу.
З пільги був відряджений в Одесу в Донський 8-й козачий полк.
- 1897 — Сотник.
- 1899 — Закінчив Миколаївську академію Генерального штабу. Капітан Генштабу. Ад'ютант штабу 1-ї гренадерської дивізії.
- 1902 — Викладач тактики і адміністрації в Олександрівському піхотному училищі.
- Відбув ценз командування Сумському гусарському полку.
- 1904 — Підполковник, штаб-офіцер для доручень при штабі Московського військового округу.
- 1908 — Полковник. Відбув ценз командування полк ом в 1-м Донський козачий полк
- 10 січня 1910 — січень 1918 — Начальник Новочеркаського козачого юнкерського училища. Викладав топографію і психологію.
- 6 квітня 1914 — Генерал-майор.
- Червень 1917 — Представник Мігулінської станиці на Першому Військовому Колі Війська Донського. Був кандидатом на пост Донського отамана. Був першим кандидатом на посаду начальника штабу при отамані Каледіну Олексію Максимовичу, але відмовився, залишившись в училищі.
- у 1918:
  - 30 січня  — Новообраний Донський отаман генерал Назаров призначив генерала Попова  'Похідним отаманом'  для продовження боротьби з більшовиками.
  - 1-10 лютого  — Похідний отаман Попов зібрав воєдино розрізнені партизанські загони (юнкери Новочеркаського козачого юнкерського училища, загін полковника Мамантова, Семілетовці, Яковлєвці і Калмики; залишки 2-го і 9-го кадрових полків — усього 1500 багнетів і шашок при 28 кулеметах /за іншими відомостями — при 40 кулеметах).
  - 12 лютого — З наближенням червоних до Новочеркаську, Похідний отаман Попов виступив у Степовий похід, прагнучи зберегти кадри Донського війська.
  - 13 лютого — На нараді в станиці Ольгинська(Ростовська область) Попов намагався переконати генерала Корнілова піти з його загоном за Дон, в Сальскі степи, щоб там дочекатися Загальнодонського повстання, але генерал Алексєєв рішуче чинив опір цьому плану, і Добровольча армія пішла в перший кубанський похід на Кубань.
  - 4 квітня — Загін Походного отамана перейшов назад через Дон і рушив на звільнення правобережних станиць і Новочеркаська.
  - 15 квітня — Попов був проголошений командувачем Донською армією.
  - 23 квітня — Зайняв Новочеркаськ. В авангарді збройних сил Походного Отамана, в Новочеркаськ увійшов загін полковника Семилєтова. Після запеклого бою утримав Донську столицю, за допомогою підійшовшого загону полковника Дроздовського .
  - 3 травня — У зв'язку з розформуванням партизанських загонів Попов був залишений при Донському отаману Краснову для доручень.
  - 5 травня — Попову запропонований був пост представника Війська Донського в Константинополі.
  - 6 травня — Подав у відставку, яка була прийнята.
- 7 лютого — 19 жовтня 1919 — Голова Донського уряду і міністр закордонних справ при отаману Богаєвському.
- 12 лютого 1919 — Генерал від кавалерії,  'Довічний Похідний отаман' .
- Квітень 1919 — Голова створеної Богаєвським Спілки степовиків-партизан.
- Листопад 1919 — березень 1920 — У розпорядженні отамана Богаєвського.
- 15 березня 1920 — Представник Донського отамана в Константинополі.
- Квітень 1920 — Перебував в резерві Донського корпусу в Російській армії генерала Врангеля.
- 1920 — Створив у Габрово (Болгарія) першу Донську станицю за кордоном.
- 1924 — Подав у відставку і переїхав до Франції.
- 1924-1928 — Працював у ремонтній майстерні, невдало намагався організувати козачий кооперативний гараж.
- 1928 — Поїхав у США. Працював на фермі, потім кухарем.
- 9 серпня 1930 — На зборі Ліонської загальнокозачої станиці Г.Ленівов виступив з ініціативою збору документів і мемуарів про Партизанському Степовому поході отамана Попова.
- 1934 — Попов виставив свою кандидатуру на виборах Донського отамана, але не був обраний.
- 1938 — Попов переїхав у  Прагу.
- 1939 — Провів переговори з однимі з лідерів Глінкової Словацької Народної партії про спільну стратегію антикомуністичної боротьби

Був заарештований німецькою владою за відмову брати участь у формуванні козачих частин в складі Німецької армії, але незабаром випущений з забороною займатися будь-якою громадською діяльністю.
- 1946 — Попов переїхав в Америку, де двічі переобирався Донським отаманом. Невдало намагався створити Закордонний Донський уряд.

Останні роки прожив в будинку для престарілих людей Толстовського центру. Помер від наслідків інсульту 6 жовтня 1960 рік а в Нью-Йорк у (причиною інсульту стало спалення адміністрацією будинку для людей похилого віку двох рукописів отамана Попова). Похований на Свято-Володимирському кладовищі в місті Касвілл, штат Нью-Джерсі

## Праці
- 1911 — Герої Дону. Новочеркаськ
- 1912 — Донські Козаки та їх заслуги перед вітчизною. Новочеркаськ
- 1937 — Степовий похід Донських Козаків. Стаття в альбомі генерала С. В. Денисова, Нью-Йорк